# Death in Sarajevo
Death in Sarajevo (Smrt u Sarajevu) è un film del 2016 diretto da Danis Tanović.
È stato presente nella sezione Festa Mobile del 34° Torino Film Festival.